# Hardwell
Robbert van de Corput (* 7. ledna 1988, Breda, Nizozemsko), známější pod pseudonymem Hardwell, je DJ a producent řadící se do House music.

## Biografie
Robbert van de Corput se narodil v nizozemské Bredě, kde také vyrůstal. Ve čtyřech letech začal hrát na piano a od 14 let působil v nizozemských klubech jako DJ. Jeho umělecké jméno "Hardwell" mu vybral jeho otec. První výraznější zlom v jeho hudební kariéře představoval jeho bootleg "Show Me Love vs. Be" v roce 2009. O rok později založil svoje vlastní hudební vydavatelství Revealed Recordings.
Počínaje březnem 2011 Hardwell spustil svoji vlastní hodinovou radioshow s názvem Hardwell On Air, jež je vysílaná každý týden několika radiovými stanicemi a na jeho osobním profilu na serveru Youtube a to každý pátek od 21:00. Zásadním momentem byl však singl "Zero 76", na kterém spolupracoval s legendou elektronické taneční hudby a svým vzorem Tiëstem. V roce 2011 dále následovaly úspěšné tracky "Encoded" a "Cobra" a nárůst Hardwellovy popularity se odrazil v jeho umístění mezi nejlepšími DJs v anketě DJ Mag Top 100 na 24. místě.
V roce 2012 vydává singl "Spaceman" či "Apollo" a účinkuje na největších festivalech elektronické taneční hudby. Jeho DJ set z festivalu Tomorrowland v Belgii z roku 2012 má na YouTube na 20 miliónů zhlédnutí, boom house music v USA v této době podporuje svými vystoupeními na Ultra Music Festival, Electric Zoo či Electric Daisy Carnival. V roce 2012 je vyhlášen v anketě DJ Mag Top 100 na 6. místě.
Vzestup v kariéře pokračuje i následující rok s vydanými tracky "Never Say Goodbye", "Jumper" nebo "Dare You". Poprvé absolvuje celosvětové turné s názvem I Am Hardwell a v říjnu 2013 světlo světa spatřuje dokumentární snímek pojmenovaný taktéž I Am Hardwell odhalující Hardwellovo působení na scéně v několika minulých letech. Rostoucí popularita mu vynáší v roce 2013 prvenství v anketě DJ Mag Top 100 a stává se tak do té doby nejmladším DJem, který toto ocenění získává. Zajímavostí je, že Hardwella a jeho vzor Tiësta nespojuje jen rodné město Breda, ale i jejich cesta k prvnímu místu v této anketě (Tiësto: 2000 – 24. místo, 2001 – 6. místo, 2002 – 1. místo).
V roce 2014 Hardwell v anketě DJ Mag Top 100 své prvenství obhájil.
V roce 2015 vydal Hardwell své první studiové album, které nese název United We Are, v anketě DJ Mag Top 100 se umístil na druhém místě. Zároveň v tomto roce mu byla odebrána možnost hrát na festivalu Tomorowland kvůli konfliktu s Dj duo Dimitri Vegas & Like Mike.
V roce 2016 obsadil v anketě DJ Mag Top 100 místo třetí.
V roce 2017 skončil v anketě DJ Mag Top 100 na 4. místě a bylo to poprvé od roku 2013 kdy se neumístil v anketě DJ Mag Top 100 v top 3, proto se rozhodl konflikt s duem Dimitri Vegas & Like Mike ukončit. Ve stejný den, pár okamžiků po odhalení  DJ Mag Top 100 na Amstrdam "Music Festival"
(AMF) odehrál ikonícký " Two Is One " set spolu s Armin Van Burren. 
V roce 2018 se po dvou letech vrací na Tomorowland kde dvakrát vystoupil na Hlavní Stage(i). Svůj set zahájil ikonickým remixem "Without Me" od Eminem. V létě již podruhé vystoupil na českém Macháč Festivalu. V anketě DJ Mag Top 100 obsadil 3. místo a vrátil se tím zpět do top 3. Sám ale úspěch nijak nekomentoval.
V září 2018 se Hardwell rozhodl přerušit na neurčito svá živá vystoupení. Ve svém prohlášení Robbert zmiňuje, že je příliš náročné být 24 hodin, sedm dní v týdnu Hardwellem a že potřebuje čas, aby se stal osobou, kterou ve skutečnosti je a která stojí za umělcem. To je důvod, proč se rozhodl vysvětlit, proč jeho tour kalendář zeje prázdnotou. Jeho vystoupení 6. září na Ibize bylo jeho poslední v tour kalendáři a zároveň však dodává, že v rámci ADE odehraje všechny domluvené show v Ziggo Dome v Amsterdamu. Pak bude následovat pauza, kterou podle všeho potřebuje. Kromě toho zmiňuje i své velké nasazení, které přirovnává k životu na horské dráze. Hardwell taky píše, že dál bude pokračovat ve tvoření hudby, a jasně píše o svém návratu, avšak aktuálně nedokáže říci, kdy a kde. 

## Dutch House Mafia

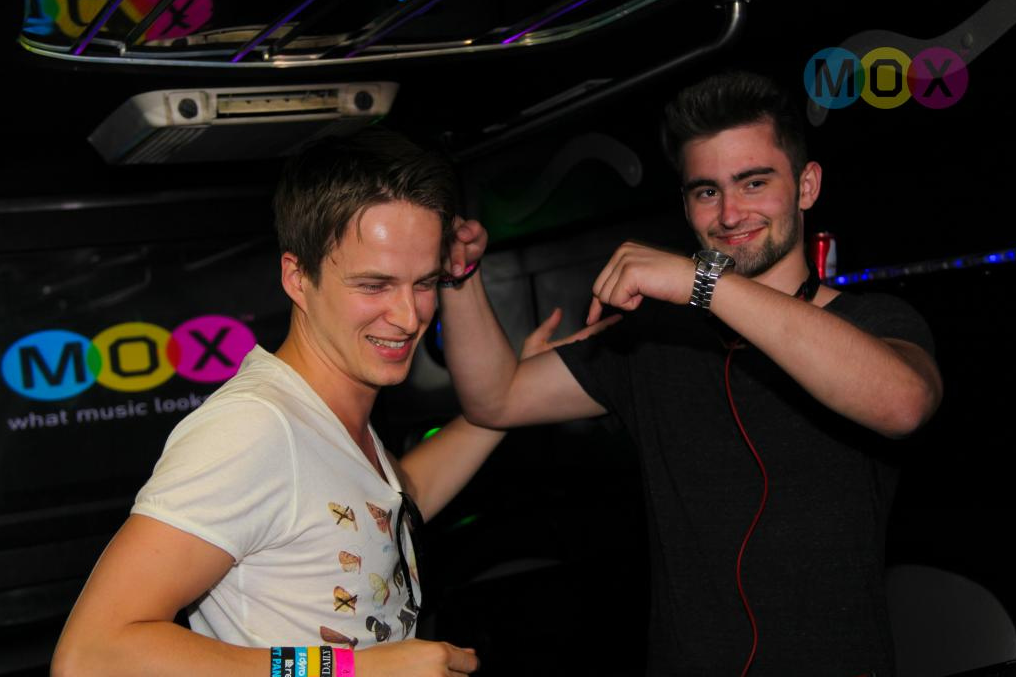
Dannic a Dyro

Hardwell společně s dalšími dvěma nizozemskými DJs spadajícími pod vydavatelství Revealed Recordings, kterými jsou Dannic (Daan Romers) a Dyro (Jordy van Egmond), tvoří neoficiální uskupení nazývající se Dutch House Mafia. Inspiraci pro toto pojmenování lze spatřovat u někdejšího úspěšného švédského tria Swedish House Mafia tvořeného Axwellem, Sebastianem Ingrossem a Stevem Angellem. Samotné uskupení Dutch House Mafia doposud společně nevydalo žádný singl ani remix a prozatím zmínění členové pouze občas účinkují společně na vystoupeních (např. Canadian Bus Tour v roce 2013).

## Diskografie

### 2010

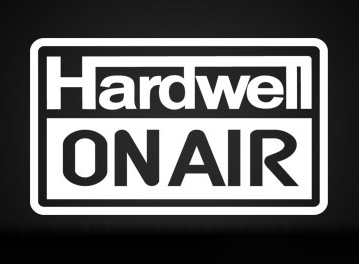
Logo Hardwellovy radioshow

- "Get Down Girl" (& Funkadelic)
- "Molotov"
- "Asteroid" (& Franky Rizardo)

### 2011
- "Zero 76" (& Tiësto)
- "Encoded"
- "Beta" (& Nicky Romero)
- "The World"
- "Cobra"

### 2012
- "Munster" (& Joey Suki)
- "Spaceman"
- "Kontiki" (& Dannic)
- "Call Me a Spaceman" (feat. Mitch Crown)

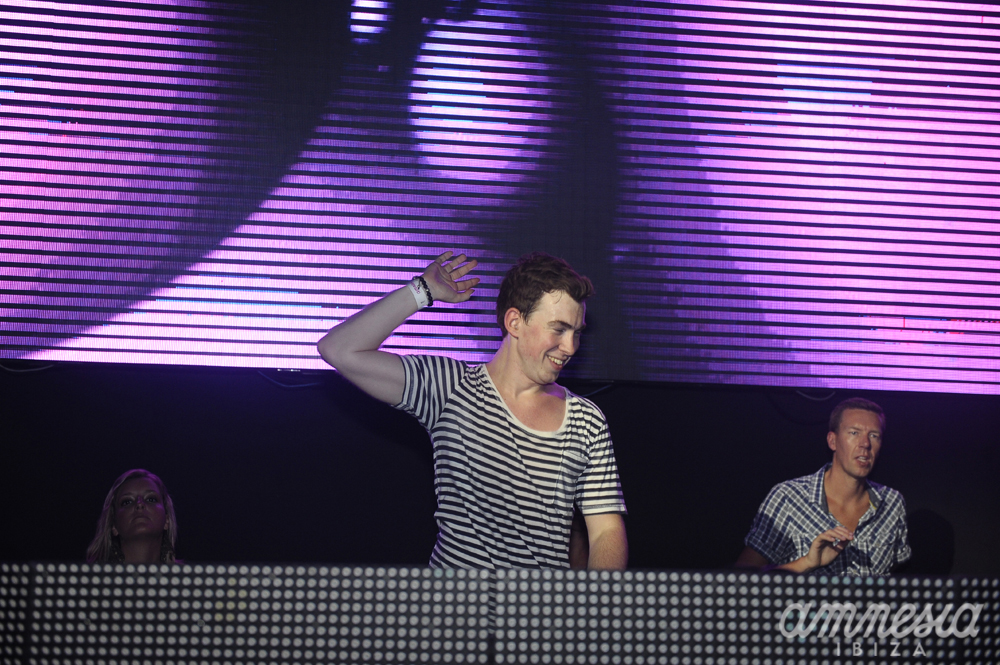
Hardwell při vystoupení v Amnesii na Ibize

- "How We Do" (& Showtek)
- "Three Triangles"
- "Apollo" (feat. Amba Sheperd)

### 2013
- "Dynamo" (& Laidback Luke)
- "Three Triangles (Losing My Religion)"
- "Never Say Goodbye" (& Dyro feat. Bright Lights)
- "Jumper" (& W&W)
- "Countdown" (& MAKJ)
- "Dare You" (feat. Matthew Koma)

### 2014
- "Everybody Is In The Place"
- "Written In Reverse" (& Tiësto feat. Matthew Koma)
- "Arcadia" (& Joey Dale feat. Luciana)
- "Young Again" (& Chris Jones)

### 2015
- "Area 51"
- "Eclipse"
- "Don't Stop The Madness"
- "United We Are"
- "Sally"
- "Echo" (feat. Jonathan Mendelsohn)
- "Survivors" (& Dannic feat. Haris)
- "Chameleon" (& Wiwek)
- "Birds Fly" (feat. Mr. Probz)
- "Mad World" (feat. Jake Reese)
- "Run Wild" (feat. Jake Reese)
- "Off The Hook" (& Armin van Buuren)
- "Follow Me" (feat. Jason Derulo)
- "Colors" (& Tiësto feat. Andreas Moe)
- "Young Again" (feat. Chris Jones)
- "Nothing Can Hold Us Down" (& Headhunterz feat. Haris)

### 2016
- "Intro 2016"
- "Wake up Call"
- "Calavera"(& Kura)
- "8Fifty" (& Thomas Newson)
- "No Holding Back" (feat. Craig David)

### 2017
- "Who's In The House - Intro 2017"
- "Who's In The House"
- "Powermove" (& Moksi)
- "We Are Legends" (& Kaaze feat. Jonathan Mendelsohn)
- "The Universe"
- "What we Need" (feat. Haris)
- "We Are One" (feat. Alexander Tidebrink)
- "Still The One" (& Kill The Buzz feat. Max Collins)
- "Power" (& KSHMR)
- "Smash This Beat" (& Maddix)
- "Hands Up" (feat. Afrojack feat. MC Ambush)
- "Badam" (& Henry Fong feat. Mr. Vegas)
- "Police (You Ain't Ready)" (& Kura feat. Anthony B)
- "Here Once Again" (& Dr Phunk)
- "Make The World Ours"
- "All That We Are Living For" (& Atmozfears, M.BRONX)

### 2018
- "Conquerors" (& Metropole Orkest)
- "Anthem" (& Steve Aoki feat. Kris Kiss)
- "Unity" (& Dimitri Vegas & Like Mike)
- "Bella Ciao" (& Maddix)
- "The Beat" (& Mike Williams)
- "Bigroom Never Dies" (& Blasterjaxx feat. Mitch Crown)
- "This Is Love" (& Kaaze feat. Loren Allred)
- "Kicking It Hard"
- "Light It Up" (& Suyano feat. Richie Loop)
- "Earthquake To The Club" (feat. Harrison)
- "Out Of This Town" (& VINAI feat. Cam Meekins)
- "The Underground" (& Timmy Trumpet)
- "Shine A Light" (& Wildstylez feat. KiFi)

### 2019
- “Being Alive” (& JGUAR)
- “Chase The Sun” (&  Dannic feat. Kelli-Leigh)
- “I’m Not Sorry” (& Mike Williams)
- “Summer Air” (feat. Trevor Gunthrie)
- “Reckless“ (&  Quintino)
- “Retrogade”
- “Go to War” (& Suyano)
- “ Left Right (& Deorro &  Makj feat.  Fatman Scoop)

### 2022
- “Into The Unknown”
- “F*cking Society”
- “Black Magic”
- “Dopamine”
- “Pacman”
- “Godd”
- “Mind Control”
- “Reminisce”
- “Zero Gravity”
- “I Feel Like Dancing”
- “Laser”
- “Self Destruct”

### 2023
- “Take Me Away Again” (&  Maddix)
- “Balança” (& VINNE)
- “Twisted” (&  Will Sparks)
- "Sloopkogel" ( & Quintino)
- " Revolution" ( & Timmy Trumpet & Maddix)
- " Flatline" ( & Olly James)
- " Seduction" ( & Olly James)
- " ACID" ( & Maddix  feat. Luciana)
- "Judgement Day"( & Sub Zero Project)
- " Anybody Out There" ( & Azteck)
- "The Abyss" ( & Space 92)

### Remixy
- “Hangover” (Taio Cruz)
- "A Sky Full Of Stars" (Coldplay)
- "Knock You Out" (Bingo Players)
- "Everytime We touch" (Cascada)
- “Summer OF Love” (U2)
- " Do It Till Your Face Hurts" ( Dada Life
- “I Want You” (La Fuente)
- " Satisfaction" ( David Guetta & Benny Benassi)
- " Miracle" ( Calvin Harris & Ellie Goulding